# アクターズゲート
『アクターズゲート』は、2007年4月11日から文化放送超!A&G+で放送されているラジオ番組。初期には『アクターズゲイト』とも呼ばれていた。パーソナリティはA&Gアカデミー声優・ラジオパーソナリティコース卒業生から2-3人が6か月交代で務めている。
なお、2005年10月から2006年12月までにも『アクターズゲイト』を冠した番組が2つあったが、現在の『アクターズゲート』との関連性は薄く公式な位置づけは不明であるため、これらについては簡潔に述べるにとどめる。

## 略史
- 2005年10月00日 - 文化放送（JOQR）・BSQR489で、成田紗矢香・鹿野優以の『アクターズゲイト2+81』開始（ - 2006年3月）。
- 2005年03月31日 - BSQR489が、『アクターズゲイト2+81』最終回の放送を残して閉局。
- 2006年10月08日 - 文化放送で、松来未祐・五島貴史・A&Gアカデミー1期生松田いよの『アクターズゲイト 松来未祐のぷるるん大作戦!!』放送開始（ - 2006年12月）。
- 2007年04月11日 - 『大澤俊哉・来住沙耶香のネトラジ!おーらい』配信開始。配信局をBBQRに、番組趣旨を「A&Gアカデミー卒業生による番組」に変更。以降、隔週更新・2週間配信、半年間全13回。
- 2007年09月03日 - 超!A&G+開局。9月7日より、同日〜数日遅れで放送（放送は2011年3月まで）・配信。
- 2008年04月10日 - 『メガ×ポジradio』から、A&Gアカデミーが協力スポンサーに。
- 2012年04月08日 - 『こちら恋愛妄想部」から配信が超!A&G+と2012年4月1日正午開局のAG-ONに移動。
- 2015年04月08日 - 『僕たちのシェアハウスに住んでいるのは・・・・・』から簡易動画配信となる。
- 2017年04月13日 - 『彩香と英明の「声活」』からオンデマンド配信をAG-ONからAG-ON Premiumに移行。
- 2021年06月24日 - 『光熙と遥香の未熟者ですが』からオンデマンド配信をAG-ON PremiumからYouTubeの「文化放送A&Gアカデミー」チャンネルに移行。それまでオンデマンド配信版にあったおまけパート廃止。

## タイトル
BBQRの配信ページでのタイトルは『アクターズゲート『○○○○○○○○』』である。超!A&G+の番組表では、『アクターズゲート』または『アクターズゲート ○○○○○○○○』（期によって一定せず）である。
当初（『アクターズゲイト2+81』『アクターズゲイト 松来未祐のぷるるん大作戦!!』）、枠の名は「アクターズゲイト」と表記されていた。2007年4月から1年間2番組では「アクターズゲイト」と「アクターズゲート」が混用され、2008年4月からは「アクターズゲート」に統一されている。

## 番組一覧
| タイトル                                       | パーソナリティ                          | 期生      | 放送期間                       | 回  | 曜日      | 放送局                 |
| ---------------------------------------------- | --------------------------------------- | --------- | ------------------------------ | --- | --------- | ---------------------- |
| アクターズゲイト2+81                           | 成田紗矢香 鹿野優以                     |           | 2005年10月 - 2006年3月         | 26? | 金        | 文化放送 BSQR          |
| 6か月中断                                      |                                         |           |                                |     |           |                        |
| アクターズゲイト 松来未祐のぷるるん大作戦!!    | 松来未祐 松田いよ 五島貴史              | - 1期生 - | 2006年10月8日 - 2006年12月24日 | 11  | 日        | 文化放送               |
| 3か月中断                                      |                                         |           |                                |     |           |                        |
| 大澤俊哉・来住沙耶香のネトラジ!おーらい        | 大澤俊哉 来住沙耶香                     | 2期生     | 2007年4月11日 - 2007年9月      | 13? | 隔水      | BBQR 超!A&G+           |
| ネトラジ!ぴよっこプ〜                          | 上條博之 井澤詩織                       | 3期生     | 2007年10月11日 - 2008年3月     | 13? | 隔木      | BBQR 超!A&G+           |
| メガ×ポジradio                                 | 藤田由美子 水谷直樹                     | 4期生     | 2008年4月10日 - 2008年9月      | 13? | 隔木      | BBQR 超!A&G+ 超!放送局 |
| 我流!下田屋名取                                | 下田屋有依 名取隆晃                     | 5期生     | 2008年10月 - 2009年3月         | 13? | 隔水      | BBQR 超!A&G+ 超!放送局 |
| ホプステ//10せんち                             | 山田麻沙子 吉田佳那子 松尾まどか        | 6期生     | 2009年4月 - 2009年9月          | 13? | 隔水      | BBQR 超!A&G+           |
| アヤケン2級                                    | 吉田健 雄賀多あや                       | 7期生     | 2009年10月 - 2010年3月         | 13? | 隔水      | BBQR 超!A&G+           |
| よってく? dolce milka                          | 照井春佳 名賀亜美                       | 8期生     | 2010年4月7日 - 2010年9月       | 13  | 隔水      | BBQR 超!A&G+           |
| さんかくPEACE☆                                 | 田中真奈美 伊藤舞子 鈴木美帆            | 9期生     | 2010年10月6日 - 2011年3月23日  | 13  | 隔水      | BBQR 超!A&G+           |
| ゆいみきみくりのマルペケ三姉妹                 | 中田悠衣 高橋実希 秋山美久理            | 10期生    | 2011年4月6日 - 2011年9月21日   | 13  | 隔水      | BBQR 超!A&G+           |
| B-POI-B                                        | 有賀有利恵 小野崎修 高村さくら          | 11期生    | 2011年10月9日 - 2012年3月25日  | 13  | 隔月      | BBQR 超!A&G+           |
| こちら恋愛妄想部                               | 野村唯 田中聖奈 狩野俊哉                | 12期生    | 2012年4月8日 - 2012年9月23日   | 13  | 隔月      | 超!A&G+ AG-ON          |
| あゆみと莉央のはなまる学院                     | 陽向あゆみ 川上莉央                     | 13期生    | 2012年10月7日 - 2013年3月24日  | 13  | 隔月      | 超!A&G+ AG-ON          |
| でこぼこヒーローズ                             | 井之元英里奈 平原唯 藤井航平            | 14期生    | 2013年4月7日 - 2013年9月22日   | 13  | 隔月      | 超!A&G+ AG-ON          |
| 京子と里英の夕日に向かってGOGO!                | 和田京子 福沢里英                       | 15期生    | 2013年10月9日 - 2014年3月26日  | 13  | 隔水      | 超!A&G+ AG-ON          |
| きらきら☆トライアングル♪                       | 小林千紗 和地つかさ 光富崇雄            | 16期生    | 2014年4月9日 - 2014年9月24日   | 13  | 隔水      | 超!A&G+ AG-ON          |
| 未佐子と宗司のフレッシュ☆ドリームキャンパス    | 関口未佐子 津田宗司                     | 17期生    | 2014年10月8日 - 2015年4月1日   | 13  | 隔水      | 超!A&G+ AG-ON          |
| のぞみと美樹のスキコレ!                        | 荒谷美樹 鈴木のぞみ                     | 18期生    | 2015年4月8日 - 2015年9月30日   | 13  | 隔水      | 超!A&G+ AG-ON          |
| 僕たちのシェアハウスに住んでいるのは・・・・・ | 松田裕市 湊元りょう 卯野春香            | 19期生    | 2015年10月9日 - 2016年3月22日  | 13  | 隔金 隔火 | 超!A&G+ AG-ON          |
| シャッフレッシュ!                              | 松浦都希子 岩永賢之丞 間部拓哉 富沢恵莉 | 20期生    | 2016年4月7日 - 2016年9月22日   | 13  | 隔木      | 超!A&G+ AG-ON          |
| なのと歩佳の「ゆめステ」                       | 乃並なの 大石歩佳                       | 21期生    | 2016年10月6日 - 2017年3月23日  | 13  | 隔木      | 超!A&G+ AG-ON          |
| 彩香と英明の「声活」                           | 伊藤彩香 和田英明                       | 22期生    | 2017年4月6日 - 2017年9月21日   | 13  | 隔木      | 超!A&G+ AG-ON Premium  |
| 燎と雪乃のほっぷ!すてっぷ!!はんてぃんぐ!!!     | 菊地燎 手嶋雪乃                         | 23期生    | 2017年10月5日 - 2018年3月22日  | 13  | 隔木      | 超!A&G+ AG-ON Premium  |
| 満理奈と千絵のユメ☆おおモリ                    | 大野満理奈 森岡千絵                     | 24期生    | 2018年4月5日 - 2018年9月20日   | 13  | 隔木      | 超!A&G+ AG-ON Premium  |
| わかと翔五のだっしゅ!ダッシュ!DASH!            | 都築わか 大木翔五                       | 25期生    | 2018年10月4日 - 2019年3月7日   | 13  | 隔木      | 超!A&G+ AG-ON Premium  |
| 誠と千尋はカリメン声優!!!                      | 新野誠 宇井千尋                         | 26期生    | 2019年4月4日 - 2019年9月19日   | 13  | 隔木      | 超!A&G+ AG-ON Premium  |
| ココからはじまる3人娘                          | 中條智尋 川地真央 五月女楓              | 27期生    | 2019年10月3日 - 2020年3月18日  | 13  | 隔木      | 超!A&G+ AG-ON Premium  |
| 優花と紗里奈の夢がむちゅー!                    | 宮内優花 伊野紗里奈                     | 28期生    | 2020年4月2日 - 2020年10月15日  | 12  | 隔木      | 超!A&G+ AG-ON Premium  |
| 晴乃とあかりのハルノアカリ                     | 富士原晴乃 涼賀あかり                   | 29期生    | 2020年10月29日 - 2021年6月10日 | 13  | 隔木      | 超!A&G+ AG-ON Premium  |
| 光煕と遥香の未熟者ですが                       | 富士原晴乃 涼賀あかり                   | 30期生    | 2021年6月24日 -                |     | 隔木      | 超!A&G+ YouTube        |

1. ↑  「アクターズゲイト」または「アクターズゲート」を一部省略。
2. ↑  3月31日閉局につき、最終回は放送されず。
3. ↑  『ネトラジ!おーらい』とも。
4. ↑  9月3日開局につき、それ以降のみ放送。

## 番組詳細

### アクターズゲイト2+81
パーソナリティ
「ナリカノ」（ナリた+カノ）
- 成田紗矢香
- 鹿野優以

放送日時
- 文化放送: 2005年10月 - 2006年3月 毎週金曜日 26:30 - 27:00
- BSQR489: 2005年10月 - 2006年3月 毎週木曜日 21:30 - 22:00（6日遅れ、最終回は放送なし）

### アクターズゲイト 松来未祐のぷるるん大作戦!!
パーソナリティ
- 松来未祐
- 松田いよ（A&Gアカデミー第1期卒業生）
- 五島貴史（おやじん、アキバレポーター）

放送日時
- 文化放送: 2006年10月8日 - 12月24日 毎週日曜日 21:00 - 21:30（10月22日は休止、全11回）

### 大澤俊哉・来住沙耶香のネトラジ!おーらい
パーソナリティ
A&Gアカデミー第2期卒業生
- 大澤俊哉
- 来住沙耶香

配信日時
- BBQR: 2007年4月11日-9月26日? 隔週水曜日更新
- 超!A&G+: 2007年9月7日 - 10月12日 毎週金曜日 20:30 - 21:00（隔週更新、途中から）
 リピート: 2007年9月8日?- 毎週土曜日 10:30 - 11:00

### ネトラジ!ぴよっこプ〜
パーソナリティ
A&Gアカデミー第3期卒業生
- 上條博之（プ〜條）
- 井澤詩織

配信日時
- BBQR: 2007年10月11日-2008年3月27日? 隔週木曜日更新
- 超!A&G+: 2007年10月 – 2008年4月12日 毎週金曜日 20:30 - 21:00（隔週更新、最終回は4月12日土曜日）
 リピート: 2007年10月 - 2008年3月22日 毎週土曜日 13:00 - 13:30

DVD
『アクターズゲート・声優＆ラジオパーソナリティになりたい!』が2008年11月27日、文化放送・古舘プロジェクトから発売された。
出演は、藤田由美子・水谷直樹のほか、小野真一（講師）・優希比呂（講師）・浪川大輔（アフレコレポート）・鷲崎健・新谷良子（いずれもラジオ番組『鷲崎健のボイスパラダイス』収録レポート）。収録時間は約90分。

### メガ×ポジradio
パーソナリティ
A&Gアカデミー第4期卒業生
- 藤田由美子
- 水谷直樹

配信日時
- BBQR: 2008年4月10日–9月25日? 隔週木曜日更新
- 超!A&G+: 2008年4月18日 - 10月3日 毎週金曜日 23:00 - 23:30（隔週更新）
 リピート: 2008年4月19日? - 毎週土曜日 13:00 - 13:30、最終回は10月7日(火)23:30と10月8日(水)13:30
- 超!放送局: 更新日不明

### 我流!下田屋名取
パーソナリティ
A&Gアカデミー第5期卒業生
- 下田屋有依
- 名取隆晃

配信日時
- BBQR: 2008年10月8日–2009年3月 隔週水曜日更新
- 超!A&G+: 2008年10月14日 - 2009年3月31日 毎週火曜日 23:30 - 24:00（隔週更新、最終回は3月31日）
 リピート: 2008年10月15日? - 毎週水曜日 13:30 - 14:00
- 超!放送局: 2008年10月15日 - 隔週水曜日更新

### ホプステ//10せんち
パーソナリティ
A&Gアカデミー第6期卒業生
- 山田麻沙子
- 吉田佳那子
- 松尾まどか

配信日時
- BBQR: 2009年4月 - 9月 隔週水曜日更新
- 超!A&G+: 2009年4月8日 - 9月30日 毎週水曜日 16:30 - 17:00（隔週更新、最終回は9月23日）
 リピート: 2009年4月9日 - 10月1日 毎週木曜日 6:30 - 7:00
 リピート: 第2回から 毎週日曜日 21:30 - 22:00

### アヤケン2級
パーソナリティ
A&Gアカデミー第7期卒業生
- 雄賀多あや
- 吉田健

配信日時
- BBQR: 2009年10月 - 2010年3月 隔週水曜日更新
- 超!A&G+: 2009年10月5日 - 2010年3月29日 毎週月曜日 21:30 - 22:00（隔週更新、最終回は3月22日）
 リピート: 2009年10月6日? - 毎週火曜日 9:30 - 10:00

### よってく? dolce milka
パーソナリティ
A&Gアカデミー第8期卒業生
- 照井春佳（『智一・美樹のラジオビッグバン』第9期BGPメンバー）
- 名賀亜美

ともに青二プロダクションのジュニア。
配信日時
- BBQR: 2010年4月7日 - 9月 隔週水曜日更新
- 超!A&G+: 2010年4月8日 - 9月30日 隔週木曜日 16:30 - 17:00（隔週更新、最終回は9月23日）
 リピート: 2010年4月9日 - 10月1日 毎週金曜日 6:00 - 6:30

### さんかくPEACE☆
パーソナリティ
A&Gアカデミー第9期卒業生
- 田中真奈美（超!A&Gミュージック+TV第4期月曜日担当を兼任）
- 伊藤舞子
- 鈴木美帆

配信日時
- BBQR: 2010年10月6日–2011年3月23日 隔週水曜日更新
- 超!A&G+: 2010年10月7日 - 2011年3月31日 毎週木曜日 16:30 - 17:00（隔週更新、最終回は3月24日）
 リピート: 2010年10月8日 - 毎週金曜日 6:30 - 7:00

携帯アプリ
番組内のラジオドラマ『ラブキュン』が、iPhone / iPad touch 専用無料アプリとして配信されている。2010年10月7日 – 12月2日にVol.5まで配信開始。出演は田中真奈美・伊藤舞子・鈴木美帆。

### ゆいみきみくりのマルペケ三姉妹
パーソナリティ
A&Gアカデミー第10期卒業生
- 中田悠衣 - 長女ゆい
- 高橋実希 - 次女みき
- 秋山美久理 - 三女みくり

放送時間
隔週更新
- BBQR: 2011年4月6日 - 2011年9月21日 水曜日配信
- 超!A&G+: 2011年4月7日 - 2011年9月22日 木曜日 16:30 - 17:00 （リピート放送: 金曜日 6:30 - 7:00、日曜日 17:00 - 17:30）

コーナー
三姉妹お悩み相談室

### B-POI-B
パーソナリティ
A&Gアカデミー第11期卒業生
- 有賀友利恵
- 小野崎修
- 高村さくら

放送時間
隔週更新
- 超!A&G+: 2011年10月9日 - 2012年3月25日 日曜日 17:30 - 18:00 （リピート放送: 土曜日 10:30 - 11:00）
- BBQR: 2011年10月10日 - 2012年3月26日 月曜日配信

### こちら恋愛妄想部
パーソナリティ
A&Gアカデミー第12期卒業生
- 野村唯
- 田中聖奈
- 狩野俊哉

放送時間
隔週更新
- 超!A&G+: 2012年4月8日 - 2012年9月23日 日曜日 17:30 - 18:00 （リピート放送: 土曜日 10:30 - 11:00）
- AG-ON: 2012年4月9日 - 2012年9月24日 月曜日正午配信

### あゆみと莉央のはなまる学院
パーソナリティ
A&Gアカデミー第13期卒業生
- 陽向あゆみ
- 川上莉央

放送時間
隔週更新
- 超!A&G+: 2012年10月7日 - 2013年3月24日 日曜日 17:30 - 18:00
- AG-ON: 2012年10月8日 - 2013年3月25日 月曜日正午配信

### でこぼこヒーローズ
パーソナリティ
A&Gアカデミー第14期卒業生
- 井之元英里奈
- 平原唯
- 藤井航平

放送時間
隔週更新
- 超!A&G+: 2013年4月7日 - 2013年9月22日 日曜日 17:30 - 18:00
- AG-ON: 2013年4月8日 - 2013年9月22日 月曜日正午配信

### 京子と里英の夕日に向かってGOGO!
パーソナリティ
A&Gアカデミー第15期卒業生
- 和田京子
- 福沢里英

放送時間
隔週更新
- 超!A&G+: 2013年10月9日 - 2014年3月26日 水曜日 16:00 - 16:30 （リピート放送: 木曜日 6:00 - 6:30）
- AG-ON: 2013年10月10日 - 2014年3月27日 木曜日正午配信

### きらきら☆トライアングル♪
パーソナリティ
A&Gアカデミー第16期卒業生
- 小林千紗
- 和地つかさ
- 光富崇雄

放送時間
隔週更新
- 超!A&G+: 2014年4月9日 - 2014年9月24日 水曜日 16:00 - 16:30 （リピート放送: 木曜日 6:00 - 6:30）
- AG-ON: 2014年4月10日 - 2014年9月25日 木曜日正午配信

### 未佐子と宗司のフレッシュ☆ドリームキャンパス
パーソナリティ
A&Gアカデミー第17期卒業生
- 関口未佐子
- 津田宗司

放送時間
隔週更新
- 超!A&G+: 2014年10月8日 - 2015年4月1日水曜日 16:00 - 16:30 （リピート放送: 木曜日 6:00 - 6:30）
- AG-ON: 2014年10月9日 - 2015年4月2日 木曜日正午配信

### のぞみと美樹のスキコレ!
パーソナリティ
A&Gアカデミー第18期卒業生
- 荒谷美樹
- 鈴木のぞみ

　隔週更新
- 超!A&G+: 2015年4月8日 - 9月30日 水曜日 16:00 - 16:30（リピート放送: 2015年7月8日までの木曜日 6:00 - 6:30
- AG-ON: 2015年4月9日 - 10月1日 木曜日正午配信

### 僕たちのシェアハウスに住んでいるのは・・・・・
今期より、簡易動画配信となる。
パーソナリティー
A&Gアカデミー第19期卒業生
- 松田裕市
- 湊元りょう
- 卯野春香

放送時間
隔週更新
- 超!A&G+: 2015年10月9日 - 2016年1月1日 金曜日 15:30 - 16:00
- 超!A&G+: 2016年1月5日 - 3月22日 火曜日 16:00 - 16:30
- AG-ON: 2015年10月10日 - 2016年1月2日 土曜更新
- AG-ON: 2016年1月13日 - 3月23日 水曜更新

### シャッフレッシュ!
パーソナリティー
A&Gアカデミー第20期卒業生
- 松浦都希子
- 岩永賢之丞
- 間部拓哉
- 富沢恵莉

放送時間
隔週更新
- 超!A&G+: 2016年4月7日 - 9月22日 木曜日 16:00 - 16:30
- AG-ON: 2016年4月8日 - 9月23日 金曜更新

### なのと歩佳の「ゆめステ」
パーソナリティー
A&Gアカデミー第21期卒業生
- 乃並なの
- 大石歩佳

放送時間
隔週更新
- 超!A&G+: 2016年10月6日 - 2017年3月23日 木曜日 16:00 - 16:30
- AG-ON: 2016年10月13日 - 2017年3月30日 木曜更新

### 彩香と英明の「声活」
パーソナリティ
A&Gアカデミー第22期卒業生
- 伊藤彩香
- 和田英明

放送時間
隔週更新
- 超!A&G+: 2017年4月6日 - 9月21日 木曜日 16:00 - 16:30
- AG-ON Premium: 2017年4月13日 - 9月28日 木曜更新

### 燎と雪乃のほっぷ!すてっぷ!!はんてぃんぐ!!!
パーソナリティ
A&Gアカデミー第23期卒業生
- 菊地燎
- 手嶋雪乃

放送時間
隔週更新
- 超!A&G+: 2017年10月5日 - 2018年3月22日 木曜日 16:00 - 16:30
- AG-ON Premium: 2017年10月12日 - 2018年3月29日 木曜更新

### 満理奈と千絵のユメ☆おおモリ
パーソナリティ
A&Gアカデミー第24期卒業生
- 大野満理奈
- 森岡千絵

放送時間
隔週更新
- 超!A&G+: 2018年4月5日 - 9月20日 木曜日 16:00 - 16:30
- AG-ON Premium: 2018年4月12日 - 木曜更新

### わかと翔五のだっしゅ!ダッシュ!DASH!
パーソナリティ
A&Gアカデミー第25期卒業生
- 都築わか
- 大木翔五

放送時間
隔週更新
- 超!A&G+: 2018年10月4日 - 2019年3月7日 木曜日 16:00 - 16:30
- AG-ON Premium: 2018年10月11日 - 木曜更新

### 誠と千尋はカリメン声優!!!
パーソナリティ
A&Gアカデミー第26期卒業生
- 新野誠
- 宇井千尋

放送時間
隔週更新
- 超!A&G+: 2019年4月4日 - 9月19日 木曜日 16:00 - 16:30
- AG-ON Premium: 2019年4月11日 - 木曜更新

### ココからはじまる3人娘
パーソナリティ
A&Gアカデミー第27期卒業生
- 中條智尋
- 川地真央
- 五月女楓

放送時間
隔週更新
- 超!A&G+: 2019年10月3日 - 2020年3月18日 木曜日 16:00 - 16:30
- AG-ON Premium: 2019年10月10日 - 木曜更新

### 優花と紗里奈の夢がむちゅー!
パーソナリティ
A&Gアカデミー第28期卒業生
- 宮内優花
- 伊野紗里奈

放送時間
隔週更新
- 超!A&G+: 2020年4月2日 - 2020年10月15日 木曜日 16:00 - 16:30
- AG-ON Premium: 2020年4月9日 - 木曜更新

### 晴乃とあかりのハルノアカリ
パーソナリティ
A&Gアカデミー第29期卒業生
- 富士原晴乃
- 涼賀あかり

放送時間
隔週更新
- 超!A&G+: 2020年10月29日 - 2021年6月10日 木曜日 16:00 - 16:30
- AG-ON Premium: 2020年11月5日 - 木曜更新

### 光煕と遥香の未熟者ですが
パーソナリティ
A&Gアカデミー第30期卒業生
- 富士原晴乃
- 涼賀あかり

放送時間
隔週更新
- 超!A&G+: 2021年6月24日 - 木曜日 16:00 - 16:30
- YouTube: 2021年6月25日 - 金曜更新